# دیونیسوس (یونان)
دیونیسوس (به لاتین: Dionysos) یک شهرداری و شهرک در یونان است که در Dionisos Municipality واقع شده‌است.